# 环纹筒蛎
环纹筒蛎（学名：Aspergillum annulosum），是笋螂目滤管蛤科Aspergillum的一种。主要分布于南海，常栖息在浅海，有时在海边也可捡到空壳。